# Vòng loại AFC Challenge Cup 2008
Vòng loại AFC Challenge Cup 2008 diễn ra từ ngày mùng 2 tháng 4 cho tới ngày 28 tháng 5 năm 2008 tại bốn địa điểm thi đấu khác nhau. 16 đội tuyển tham dự vòng loại, được chia làm 4 bảng đấu, thi đấu vòng tròn một lượt tính điểm, lấy đội đứng đầu mỗi bảng cùng Ấn Độ, CHDCND Triều Tiên, Turkmenistan và Myanmar tham dự vòng chung kết.

## Xếp loại hạt giống
In đậm là các đội tham dự vòng chung kết, In nghiêng là các đội bỏ cuộc.
| 1. CHDCND Triều Tiên 2. Turkmenistan 3. Ấn Độ 4. Myanmar | 5. Tajikistan · 6. Sri Lanka · 7. Nepal · 8. Kyrgyzstan | 9. Palestine (bỏ cuộc ngày 14 tháng 5 năm 2008) · 10. Đài Bắc Trung Hoa · 11. Bangladesh · 12. Brunei | 13. Pakistan · 14. Campuchia · 15. Philippines · 16. Afghanistan | 17. Bhutan · 18. Ma Cao · 19. Guam · 20. Lào (bỏ cuộc ngày 2 tháng 5 năm 2008) |

Lễ bốc thăm chia bảng cho vòng loại diễn ra vào ngày 18 tháng 1 năm 2008 tại trụ sở của Liên đoàn bóng đá châu Á ở Kuala Lumpur, Malaysia.

## Kết quả
|  | Đội giành quyền vào vòng trong. |

### Bảng A
- Tất cả các trận đấu diễn ra ở Đài Bắc, Đài Loan

| Đội               | Tr | T | H | B | BT | BB | HS  | Đ |
| ----------------- | -- | - | - | - | -- | -- | --- | - |
| Sri Lanka         | 3  | 2 | 1 | 0 | 14 | 4  | +10 | 7 |
| Pakistan          | 3  | 2 | 0 | 1 | 12 | 10 | +2  | 6 |
| Đài Bắc Trung Hoa | 3  | 1 | 1 | 1 | 7  | 5  | +2  | 4 |
| Guam              | 3  | 0 | 0 | 3 | 4  | 18 | −14 | 0 |

| Sri Lanka                                                             | 5–1       | Guam         |
| --------------------------------------------------------------------- | --------- | ------------ |
| Bandanage 54' · Siyaguna 55', 64' · S. Mohamed 82' · Jayasuriya 90+1' | Chi tiếtt | Mendiola 62' |

| Đài Bắc Trung Hoa | 1–2      | Pakistan             |
| ----------------- | -------- | -------------------- |
| La Chí An 5'      | Chi tiết | Essa 13' · Masih 34' |

| Pakistan     | 1–7      | Sri Lanka                                                                    |
| ------------ | -------- | ---------------------------------------------------------------------------- |
| A. Ahmed 17' | Chi tiết | Jayasuriya 7', 42', 90+2' · Bandanage 13' (ph.đ.), 82' · Dehiwalage 72', 77' |

| Guam           | 1–4      | Đài Bắc Trung Hoa                                                            |
| -------------- | -------- | ---------------------------------------------------------------------------- |
| Pangelinan 17' | Chi tiết | Trương Hàm 20' · Hoàng Vĩ Nghi 28' · Trần Bách Lương 33' · Giang Thế Lộc 44' |

| Pakistan                                                                                        | 9–2      | Guam                                 |
| ----------------------------------------------------------------------------------------------- | -------- | ------------------------------------ |
| Anwar 9', 18' · Shah 28' · Qasim 44', 72', 82' · T. Ahmed 62' · Hameed 65' (ph.đ.) · Rehman 85' | Chi tiết | Pangelinan 74' · I. Ahmed 80' (l.n.) |

| Sri Lanka                                   | 2–2    | Đài Bắc Trung Hoa                    |
| ------------------------------------------- | ------ | ------------------------------------ |
| Trần Bách Lương 59' (l.n.) · Jayasuriya 86' | Report | Trương Hàm 28' · Thái Hiến Đường 74' |

### Bảng B
- Tất cả các trận đấu diễn ra ở Iloilo, Philippines

| Đội         | Tr | T | H | B | BT | BB | HS | Đ |
| ----------- | -- | - | - | - | -- | -- | -- | - |
| Tajikistan  | 3  | 2 | 1 | 0 | 7  | 1  | +6 | 7 |
| Philippines | 3  | 2 | 1 | 0 | 4  | 0  | +4 | 7 |
| Bhutan      | 3  | 0 | 1 | 2 | 2  | 7  | −5 | 1 |
| Brunei      | 3  | 0 | 1 | 2 | 1  | 6  | −5 | 1 |

| Tajikistan                           | 3–1      | Bhutan          |
| ------------------------------------ | -------- | --------------- |
| Hakimov 27' 88' (ph.đ.) · Rabiev 60' | Chi tiết | P. Tshering 69' |

| Brunei | 0–1      | Philippines   |
| ------ | -------- | ------------- |
|        | Chi tiết | Caligdong 28' |

| Philippines | 0–0      | Tajikistan |
| ----------- | -------- | ---------- |
|             | Chi tiết |            |

| Bhutan     | 1–1      | Brunei         |
| ---------- | -------- | -------------- |
| Dendup 12' | Chi tiết | Bin Salleh 76' |

| Philippines                                          | 3–0      | Bhutan |
| ---------------------------------------------------- | -------- | ------ |
| Gould 41' · P. Younghusband 43' · Rinchen 58' (l.n.) | Chi tiết |        |

| Tajikistan                                     | 4–0      | Brunei |
| ---------------------------------------------- | -------- | ------ |
| Rabiev 46', 87' · Mukhidinov 61' · Hakimov 69' | Chi tiết |        |

### Bảng C
- Tất cả các trận đấu diễn ra ở Bishkek, Kyrgyzstan
- Lào bỏ cuộc vào ngày 2 tháng 5.

| Đội         | Tr | T | H | B | BT | BB | HS | Đ |
| ----------- | -- | - | - | - | -- | -- | -- | - |
| Afghanistan | 2  | 1 | 1 | 0 | 1  | 0  | +1 | 4 |
| Kyrgyzstan  | 2  | 1 | 0 | 1 | 2  | 2  | 0  | 3 |
| Bangladesh  | 2  | 0 | 1 | 1 | 1  | 2  | −1 | 1 |

| Bangladesh | 0–0      | Afghanistan |
| ---------- | -------- | ----------- |
|            | Chi tiết |             |

| Afghanistan | 1–0      | Kyrgyzstan |
| ----------- | -------- | ---------- |
| Yamrali 38' | Chi tiết |            |

| Kyrgyzstan                 | 2–1      | Bangladesh |
| -------------------------- | -------- | ---------- |
| Kornilov 83' · Sydykov 87' | Chi tiết | Ameli 63'  |

### Bảng D
- Tất cả các trận đấu diễn ra ở Phnôm Pênh, Campuchia
- Palestine bỏ cuộc vào ngày 14 tháng 5.

| Đội       | Tr | T | H | B | BT | BB | HS | Đ |
| --------- | -- | - | - | - | -- | -- | -- | - |
| Nepal     | 2  | 2 | 0 | 0 | 4  | 2  | +2 | 6 |
| Campuchia | 2  | 1 | 0 | 1 | 3  | 2  | +1 | 3 |
| Ma Cao    | 2  | 0 | 0 | 2 | 3  | 6  | −3 | 0 |

| Nepal                          | 3–2      | Ma Cao                                       |
| ------------------------------ | -------- | -------------------------------------------- |
| S. Rai 43' · J.M. Rai 57', 65' | Chi tiết | Che Chi Man 29' (ph.đ.) · Trần Kiện Tinh 59' |

| Campuchia | 0–1      | Nepal        |
| --------- | -------- | ------------ |
|           | Chi tiết | J.M. Rai 44' |

| Campuchia                     | 3–1      | Ma Cao          |
| ----------------------------- | -------- | --------------- |
| Sinoun 30', 90+2' · Rithy 67' | Chi tiết | Che Chi Man 65' |

## Vòng chung kết
Vòng chung kết gồm 8 đội, diễn ra từ ngày 30 tháng 7 đến 13 tháng 8 năm 2008 tại Ấn Độ.

### Các đội vượt qua vòng loại
Danh sách các đội tuyển sau đây vượt qua vòng loại:
- Ấn Độ - tự động vào thẳng
- CHDCND Triều Tiên - tự động vào thẳng
- Myanmar - tự động vào thẳng
- Turkmenistan - tự động vào thẳng
- Sri Lanka - Nhất bảng A
- Tajikistan - Nhất bảng B
- Afghanistan - Nhất bảng C
- Nepal - Nhất bảng D

## Danh sách cầu thủ ghi bàn
| 5 bàn - Kasun Jayasuriya 3 bàn - Ju Manu Rai - Muhammad Qasim - Channa Ediri Bandanage - Numonjon Hakimov - Yusuf Rabiev 2 bàn - Nuth Sinoun - Trương Hàm - Zachary Pangelinan - Che Chi Man - Jamshed Anwar - Nimal Dehiwalage - Chathura Maduranga Siyaguna | 1 bàn - Ata Yamrali - Mohamed Hasan Ameli - Nawang Dendup - Passang Tshering - Khayrun Bin Salleh - Chan Rithy - Trần Bách Lương - Giang Thế Lộc - Hoàng Vĩ Nghi - La Chí An - Thái Hiến Đường - Christopher Mendiola - Roman Kornilov - Ruslan Sydykov - Trần Kiện Tinh - Sandip Rai | 1 bàn - Adnan Ahmed - Tanveer Ahmed - Mohammad Essa - Zahid Hameed - Michael Masih - Abdul Rehman - Farooq Shah - Emelio Caligdong - Chad Gould - Phil Younghusband - Sabras Mohamed - Dzhomikhon Mukhidinov phản lưới nhà - Pema Rinchen (trong trận gặp Philippines) - Trần Bách Lương (trong trận gặp Sri Lanka) - Iltaf Ahmed (trong trận gặp Guam) |